# Allium altaicum
Allium altaicum är en amaryllisväxtart som beskrevs av Pall.. Allium altaicum ingår i släktet lökar, och familjen amaryllisväxter. Inga underarter finns listade i Catalogue of Life.